# Ганс-Герберт Штобвассер
Ганс-Герберт Штобвассер (нім. Hans-Herbert Stobwasser; 8 березня 1885, Грос-Луков — 11 лютого 1946, Кіль) — німецький військовий діяч, віцеадмірал крігсмаріне.

## Біографія
6 квітня 1904 року вступив на службу в ВМФ. Пройшов підготовку на навчальному кораблі «Мольтке» і у військово-морському училищі. Служив на торпедних катерах. Учасник Першої світової війни, командир міноносців V-162 (15 березня 1914 — 13 грудня 1915) і G-85 (14 грудня 1915 — 22 квітня 1917). 22 квітня 1917 року взятий в полон.
Після закінчення війни повернувся до Німеччини і 1 лютого 1919 року вступив на службу офіцером зв'язку Адмірал-штабу при командуванні 17-го корпусу. Обіймав різні штабні посади. З 17 липня 1920 року — навігаційний офіцер на крейсері «Медуза», з 2 квітня 1922 року — 1-й офіцер крейсера «Тетіс». З 13 квітня 1923 року командував 1-м батальйоном корабельної кадрованій дивізії «Остзе». У жовтні-грудні 1924 року служив в сухопутних військах. 1 січня 1925 року призначений директором Морського управління в Кенігсберзі. З 15 жовтня 1925 року — 1-й офіцер крейсера «Емден». 22 травня 1928 року переведений в Морське керівництво. З 26 вересня 1929 року — директор відділу постачання і торпедного озброєння військово-морських верфей у Вільгельмсгафені. З 8 жовтня 1931 року — командир легкого крейсера «Лейпциг». З 25 вересня 1933 року — начальник штабу, з 25 вересня 1935 року — 2-й адмірал військово-морської станції «Нордзе».
4 жовтня 1937 року призначений начальником випробувальної комісії кораблів нових конструкцій. 31 грудня 1939 року вийшов у відставку. В січні 1940 року повернувся на службу і був призначений директором доків військово-морських верфей у Вільгельмсгафені. З 14 серпня 1940 року — обер-верф-директор в Лор'яні. 21 жовтня 1940 року повернувся у Вільгельмсгафен, а 1 грудня 1940 року зайняв пост обер-верф-директора військово-морських верфей в Бресті. 20 травня 1943 року переведений в резерв і 31 жовтня вийшов у відставку. Покінчив життя самогубством.

## Звання
- Кадет (6 квітня 1904)
- Фенріх-цур-зее (11 квітня 1905)
- Лейтенант-цур-зее (28 вересня 1907)
- Оберлейтенант-цур-зее (13 травня 1909)
- Капітан-лейтенант (17 жовтня 1915)
- Корветтен-капітан (1 серпня 1923)
- Фрегаттен-капітан (1 квітня 1929)
- Капітан-цур-зее (1 грудня 1930)
- Контрадмірал (1 квітня 1935)
- Віцеадмірал (1 грудня 1937)

## Нагороди
- Залізний хрест 2-го і 1-го класу
- Військовий Хрест Фрідріха-Августа (Ольденбург) 2-го (із застібкою «Перед ворогом») і 1-го класу
- Орден Заслуг (Чилі), офіцерський хрест (жовтень 1927)
- Почесний хрест ветерана війни з мечами (30 січня 1935)
- Медаль «За вислугу років у Вермахті» 4-го, 3-го, 2-го і 1-го класу (25 років; 2 жовтня 1936) — отримав 4 нагороди одночасно.
- Хрест Воєнних заслуг
  - 2-го класу з мечами (18 грудня 1940)
  - 1-го класу з мечами